# WTA Tour Championships 2000 - Doppio
Il doppio del WTA Tour Championships 2000 è stato un torneo di tennis facente parte del WTA Tour 2000.
Martina Hingis e Anna Kurnikova erano le detentrici del titolo e hanno battuto in finale Nicole Arendt e Manon Bollegraf  6–2, 6–3.

## Teste di serie
1. Julie Halard-Decugis /  Ai Sugiyama (primo turno)
2. Martina Hingis /  Anna Kurnikova (campionesse)

1. Lisa Raymond /  Rennae Stubbs (semifinali)
2. Virginia Ruano Pascual /  Paola Suárez (primo turno)

## Tabellone

### Legenda
| - Q = Qualificato - WC = Wild card - LL = Lucky loser | - ALT = Alternate - SE = Special Exempt - PR = Protected Ranking | - w/o = Walkover - r = Ritirato - d = Squalificato |